# Primeira Liga
Primeira Liga (wym. [pɾiˈmejɾɐ ˈliɣɐ]) – najwyższa w hierarchii klasa męskich ligowych rozgrywek piłkarskich w Portugalii, będąca jednocześnie najwyższym szczeblem centralnym (I poziom ligowy), utworzona w 1934 roku i zarządzana przez LPFP (Zawodowa Liga Portugalskiej Piłki Nożnej), a wcześniej przez Portugalski Związek Piłki Nożnej (FPF). Zmagania w jej ramach toczą się cyklicznie (co sezon) i przeznaczone są dla 18 najlepszych krajowych klubów piłkarskich. Jej triumfator zostaje mistrzem Portugalii, zaś najsłabsze drużyny są relegowane do Liga Portugal 2 (II ligi portugalskiej).

## Historia
Liga została założona w 1934, jako rozgrywki dodatkowe dla Campeonato de Portugal, rozgrywek pucharowych, wyłaniających mistrza kraju. Pierwsze cztery sezony ligowe były eksperymentalne, zwycięzca otrzymywał tytuł mistrza ligi a nie kraju. Dopiero w sezonie 1938/39 mistrz ligi został również uznany za mistrza kraju. Rozgrywki zawodowej Primera División zainaugurowano w sezonie 1978/79. W 1999/2000 liga przyjęła obecną nazwę Primeira Liga.
W sezonie 1999/2000 liga otrzymała obecną nazwę Primeira Liga. W 2002 roku Galp Energia nabyła prawa do nadawania tytułu w lidze, w związku z czym liga otrzymała nazwę SuperLiga GalpEnergia. W 2005 sponsorem tytularnym ligi została firma Bwin i liga przyjęła nazwę Liga betandwin.com, w następnym sezonie zmieniła nazwę na BwinLiga. Na początku sezonu 2008/2009 po podpisania umowy z firmą Sagres liga zmieniła nazwę na Liga Sagres (wym. [ˈliɣɐ ˈsaɣɾɨʃ], uproszczona polska: liga sagrysz).  W 2010, z racji podpisania kontraktu z firmą ZON Multimédia, oraz przedłużenia umowy z Sagres, liga po raz kolejny zmieniła nazwę – tym razem na Liga ZON Sagres (wym. [ˈliɣɐ ˌzɔn ˈsaɣɾɨʃ], uproszczona polska: liga zon sagrysz). W wyniku kolejnych umów sponsorskich od sezonu 2014/2015 tytularnym sponsorem została spółka NOS, która powstała wcześniej w wyniku połączenia firm ZON oraz Optimus. Nowy kontrakt nie przewidywał przedłużenia współpracy z Sagresem. Nową nazwą portugalskiej ligi została Liga NOS.

## System rozgrywek
Obecny format ligi zakładający brak systemu pucharowego obowiązuje od sezonu 1934/35.
Rozgrywki składają się z 34 kolejek spotkań rozgrywanych pomiędzy drużynami systemem kołowym. Każda para drużyn rozgrywa ze sobą dwa mecze – jeden w roli gospodarza, drugi jako goście. Od sezonu 2014/15 w lidze występuje 18 zespołów. W przeszłości liczba ta wynosiła od 8 do 20. Drużyna zwycięska za wygrany mecz otrzymuje 3 punkty (do sezonu 1994/95 2 punkty), 1 za remis oraz 0 za porażkę.
Zajęcie pierwszego miejsca po ostatniej kolejce spotkań oznacza zdobycie tytułu Mistrzów Portugalii w piłce nożnej. Mistrz Portugalii zdobywa prawo gry w fazie ligowej Ligi Mistrzów UEFA. Wicemistrz zdobywa prawo uczestniczenia w III rundzie eliminacji do Ligi Mistrzów. Trzecia drużyna bierze udział w II rundzie eliminacyjnej do Ligi Europy UEFA a czwarta drużyna w II rundzie eliminacyjnej do Ligi Konferencji UEFA.. Jeśli zdobywca Pucharu Portugalii zajmie miejsce w czołowej "dwójce", trzecia drużyna uzyskuje prawo gry w fazie ligowej Ligi Europy UEFA (wówczas czwarta drużyna gra od II rundy eliminacji do LE, a piąta od II rundy LKE). Zajęcie 2 ostatnich miejsc wiąże się ze spadkiem drużyn do LigaPro, natomiast 16. drużyna w końcowej tabeli rozgrywa dwumecz barażowy o pozostanie w lidze z trzecią drużyną drugiej ligi portugalskiej.
W przypadku zdobycia tej samej liczby punktów, klasyfikacja końcowa ustalana jest na podstawie wyniku dwumeczu pomiędzy drużynami, w następnej kolejności w przypadku remisu – na podstawie różnicy bramek w pojedynku bezpośrednim, następnie na podstawie ogólnego bilansu bramkowego osiągniętego w sezonie, większej liczby bramek zdobytych oraz w ostateczności z wykorzystaniem losowania.

## Skład ligi w sezonie 2025/26
| Uczestnicy poprzedniej edycji                                                                                 | Uczestnicy poprzedniej edycji | Uczestnicy poprzedniej edycji | Uczestnicy poprzedniej edycji |
| --- | ----------------------------- | ----------------------------- | ----------------------------- |
| SCP | Sporting CP                   | 1                             |                               |
| BEN | SL Benfica                    | 2                             |                               |
| POR | FC Porto                      | 3                             |                               |
| BRA | SC Braga                      | 4                             |                               |
| SCL | CD Santa Clara                | 5                             |                               |
| VGU | Vitória Guimarães             | 6                             |                               |
| FAM | FC Famalicão                  | 7                             |                               |
| EST | GD Estoril-Praia              | 8                             |                               |
| CAS | Casa Pia AC                   | 9                             |                               |
| MOR | Moreirense FC                 | 10                            |                               |
| RAV | Rio Ave FC                    | 11                            |                               |
| ARO | FC Arouca                     | 12                            |                               |
| GVI | Gil Vicente                   | 13                            |                               |
| NAC | CD Nacional                   | 14                            |                               |
| AMA | Estrela Amadora               | 15                            |                               |
| po barażach                                                                                                   |                               |                               |                               |
| AVS | AVS Futebol SAD               | 16                            |                               |
| Spadek z Primeira Liga 2024/25                                                                                |                               |                               |                               |
| FAR | SC Farense                    | 17                            |                               |
| BOA | Boavista FC                   | 18                            |                               |
| Awans z Ligi Portugal 2 2024/25                                                                               |                               |                               |                               |
| TON | CD Tondela                    | 1                             |                               |
| ALV | FC Alverca                    | 2                             |                               |
| Oznaczenia: - kolumna pierwsza – skróty nazw drużyn, - kolumna trzecia – miejsce zajęte w poprzednim sezonie. |                               |                               |                               |

## Statystyka

### Tabela medalowa
Mistrzostwo Portugalii zostało do tej pory zdobyte przez 5 różnych drużyn.
Stan na po sezonie 2024/2025.
| Lp. | Drużyna              | Miejsca na podium | Miejsca na podium | Miejsca na podium |    |    |
| --- | -------------------- | ----------------- | ----------------- | ----------------- | -- | -- |
| Lp. | Drużyna              | 1.                | SL Benfica        | 38                | 31 | 16 |
| 2.  | FC Porto             | 30                | 29                | 15                |    |    |
| 3.  | Sporting CP          | 21                | 22                | 26                |    |    |
| 4.  | CF Os Belenenses     | 1                 | 3                 | 14                |    |    |
| 5.  | Boavista FC          | 1                 | 3                 | 2                 |    |    |
| 6.  | Vitória Setúbal      | 0                 | 1                 | 3                 |    |    |
| 6.  | SC Braga             | 0                 | 1                 | 3                 |    |    |
| 8.  | Académica Coimbra    | 0                 | 1                 | 0                 |    |    |
| 9.  | Vitória SC           | 0                 | 0                 | 4                 |    |    |
| 10. | Atlético Lizbona     | 0                 | 0                 | 2                 |    |    |
| 11. | CUF Barreiro         | 0                 | 0                 | 1                 |    |    |
| 11. | FC Paços de Ferreira | 0                 | 0                 | 1                 |    |    |